# Marco Capuano
Marco Capuano est un footballeur italien né le 14 octobre 1991 à Pescara. Il évolue au poste de défenseur.

## Biographie

### Enfance et débuts dans le football
Marco Capuano chausse ses premiers crampons à l’âge de 7 ans avec les jeunes du Delfino Pescara, le club de sa ville natale.
À l’âge de 15 ans, il reste dans les Abruzzes mais change de club et rejoint le Renato Curi. En 2008, après une excellente saison avec les jeunes du Renato Curi, il rejoint le club du Torino.

### Delfino Pescara
Seulement un an après son arrivée à Turin, il retourne dans sa ville natale et commence à jouer avec l’équipe de première de Pescara. Il est convoqué pour la première fois en équipe première par Eusebio De Francesco le 3 avril 2010 lors d’un match face à Cosenza, qui se solde par une solide victoire 3-1.
Il débute en Serie B le 10 novembre 2010 et totalise par la suite 10 apparitions lors de sa première saison en pro. Cette année-là, il est également sélectionné en Italie Espoirs par Massimo Piscedda.
Il explose la saison suivante sous les ordres de Zdeněk Zeman, dévoilant tout son potentiel. Il est également élu Meilleur jeune de la Serie B.
Il reste titulaire avec son club lors de sa promotion en Serie A, où il est titularisé à 27 reprises. Cependant il ne peut empêcher la rétrogradation de son équipe en Serie B, Pescara terminant dernier avec 22 points.
Le début de saison 2013-2014 commence mal pour Pescara qui végète dans le bas du classement, malgré les bonnes performances de Capuano. Cependant le club parvient à redresser labarre et retrouve les premières places.
Malheureusement, il se blesse au talon droit en janvier 2014 et reste éloigné des terrains pendant un mois. Pescara retourne dans le milieu du tableau. Lors de la dernière journée du championnat, il porte le brassard de capitaine lors du match face à Empoli (défaite 2-0).
Pescara termine la saison à une piètre 14e place, bien loin des premières places espérées.

### Cagliari Calcio
Il est prêté au club de Cagliari, pensionnaire de Serie A, pour une saison avec option d’achat. Il rejoindra son ancien entraineur Zdeněk Zeman, qui avait entrainé Pescara lors de sa montée en Serie A. Capuano portera le numéro 33.

## Carrière
- 2010-2014 : Pescara ( Italie)
- Depuis 2014 : prêt à Cagliari ( Italie)[1]